# Jiří Švejda
Jiří Švejda (* 22. Februar 1985 in Most, Tschechoslowakei) ist ein ehemaliger tschechischer Eishockeyspieler, der in Deutschland vor allem in der Oberliga West und der Regionalliga West aktiv war.

## Karriere
Švejda begann seine Karriere 2000 in der U18-Mannschaft des tschechischen Erstligisten HC Chemopetrol Litvínov. Nach fünf erfolgreichen Jahren wechselte der gelernte Stürmer während der Saison 2004/05 kurzzeitig in die dritte tschechische Liga zum SK HC Baník Most. Nachdem er dort allerdings nur auf einen Einsatz gekommen war, kehrte er zurück in seine sportliche Heimat. Es folgte eine weitere Spielzeit in der U20-Mannschaft von Litvínov. Anschließend debütierte er in der tschechischen Extraliga, kam jedoch erneut auf nur wenige Spieleinsätze (4) und konnte dabei keinen Scorerpunkt erzielen.
Weitere Stationen seiner Karriere waren der Zweitligist SK Kadaň sowie erneut der Drittligist Baník Most. Bei beiden Klubs konnte sich Švejda nicht durchsetzen. Was folgte, war ein erneuter Vereinswechsel, der ihn diesmal zum Ligakonkurrenten HC Stadion Teplice führte. Der mittlerweile 21-jährige Stürmer konnte auf Anhieb überzeugen und erzielte in 25 Spielen 25 Scorerpunkte. Schließlich verpflichtete ihn die Zweitvertretung des Iserlohner EC. Zur Spielzeit 2007/08 lief er dann am Seilersee in der Regionalliga NRW auf. Hier wurde er Topscorer seines Teams und konnte in 21 Spielen 48 Punkte verbuchen.
Im Juni 2008 wurde die Vereinsführung des EHC Dortmund auf den Linksschützen aufmerksam und transferierte Švejda in die Westfalenmetropole. Mit den Elchen gewann er zum Ende der Saison 2008/09 die Regionalligameisterschaft. Sein auslaufender Vertrag wurde zum Ende der Spielzeit nicht verlängert. Anschließend schloss er sich dem damaligen Regionalligisten Lippe-Hockey-Hamm an. Zwischen 2013 und 2015 ging er für den Herner EV in der Oberliga West aufs Eis.
Anschließend folgten jeweils eine Saison in Dortmund und beim EHC Netphen, ehe er seine Karriere beendete.
Neben seiner Tätigkeit im Eishockey spielte er zwischen 2007 und 2019 ununterbrochen für die Inline-Skaterhockey-Mannschaft Highlander Lüdenscheid in der 1. Bundesliga Nord. Seit 2020 tritt er mit den Highlanders in der Regionalliga Mitte an.

## Bildergalerie

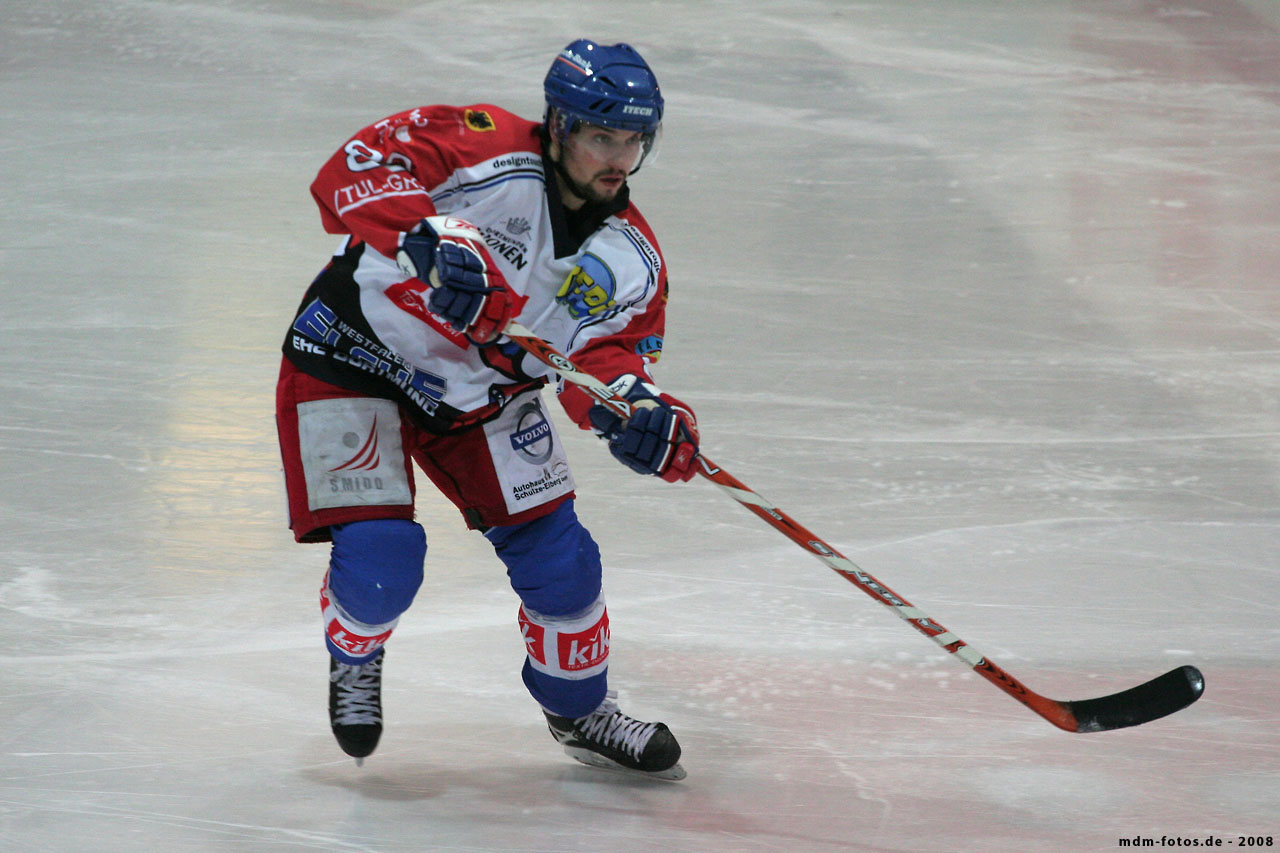
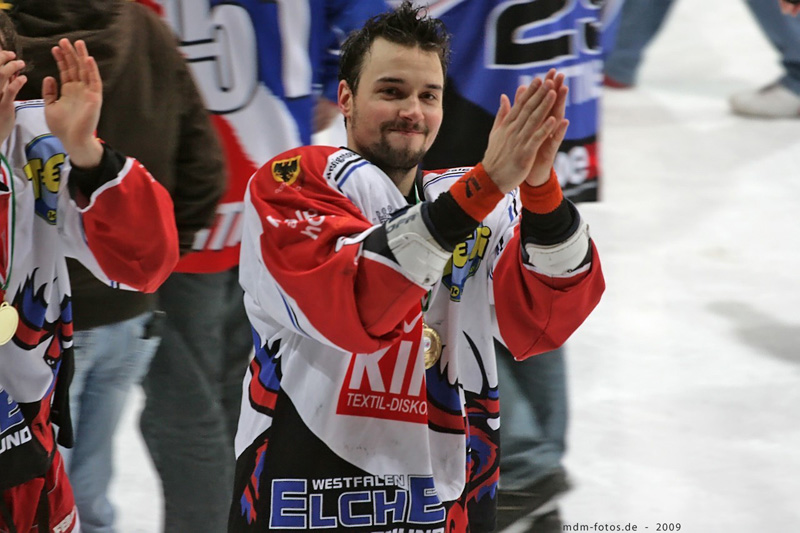
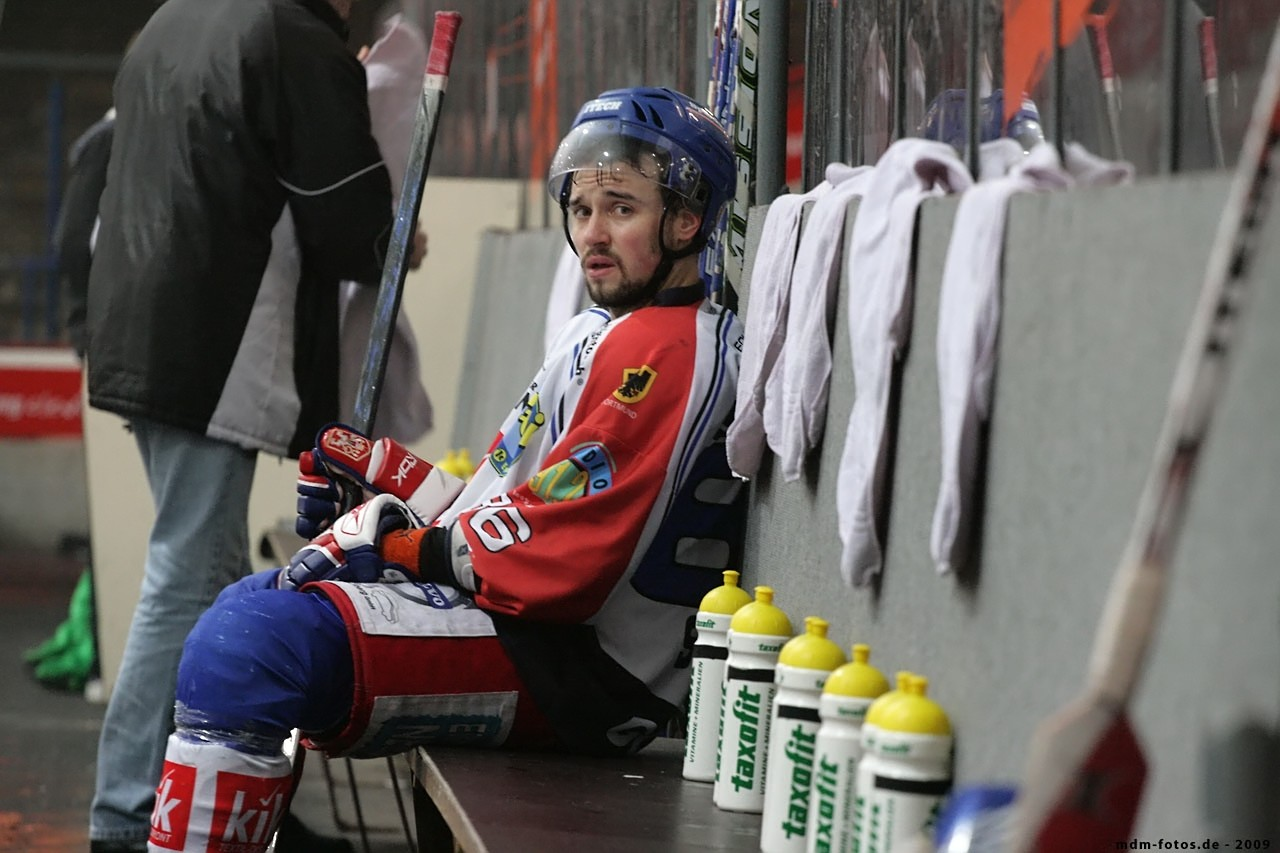

## Karrierestatistik
(Legende zur Spielerstatistik: Sp oder GP = absolvierte Spiele; T oder G = erzielte Tore; V oder A = erzielte Assists; Pkt oder Pts = erzielte Scorerpunkte; SM oder PIM = erhaltene Strafminuten; +/− = Plus/Minus-Bilanz; PP = erzielte Überzahltore; SH = erzielte Unterzahltore; GW = erzielte Siegtore; 1 Play-downs/Relegation; Kursiv: Statistik nicht vollständig)